# El Amria
El Amria (anciennement Lourmel) est une commune d'Algérie de la wilaya d'Aïn Témouchent. Elle est limitrophe de la sebkha d'Oran.

## Géographie

### Situation
El Amria est située à 42 kilomètres au sud-ouest d'Oran, et à 30 kilomètres au nord-est d'Aïn Témouchent, elle est bordée à l'est par la sebkha d'Oran.
| Bouzedjar       | Aïn El Kerma (Wilaya d'Oran) | Aïn El Kerma (Wilaya d'Oran) |
| El Messaid      | El Amria                     | Boutlélis (Wilaya d'Oran)    |
| Hassi El Ghella | Hassi El Ghella              | Misserghin (Wilaya d'Oran)   |

### Relief
L'espace d’El Amria est constitué par le plateau d’El Ghamra légèrement incliné vers le sud, en continuité spatiale vers l’ouest avec le Djebel Murdjajo et parcouru par une petite vallée à l’ouest : l'oued Mouzoudj.

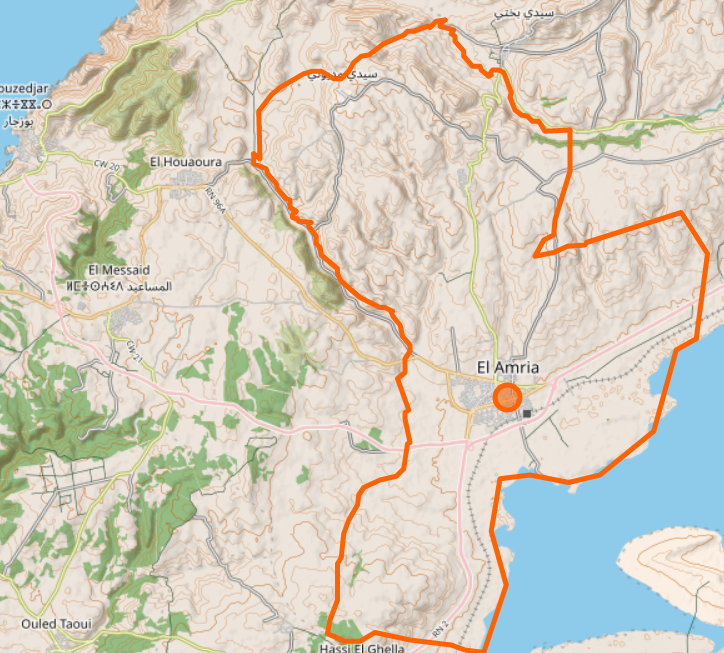
Relief et plan de la commune d'El Amria entre la sebkha et la mer.

### Secteurs, lieux-dits
En 1984, la commune d'Aïn Témouchent est constituée des lieux-dits suivants :El Amria centre, Rouaiba, Magra, Kouamlia.

## Toponymie
La commune porte le nom d'une source homonyme.

## Histoire

### Époque coloniale française
C’est au lieu-dit Bou-Rechach, que l’État français prend à Si Ahmed Ould kadi de la tribu Makhzen des Zmala et Douairs et Agha de Frenda 3 560 hectares de terres. La présence d'une source donne une raison d’établir en ce lieu un village colonial qui prend en 1856, le nom de « Lourmel », par décret de Napoléon III. Ce toponyme est attribué en l'honneur du général Frédéric Henri Le Normand de Lourmel, aide de camp de l'Empereur qui contribue à la conquête de l'Algérie et est tué en 1854 à la bataille d'Inkerman durant la guerre de Crimée.
Le premier acte de l'état civil inscrit sur les registres conservés dans les archives municipales remonte au septembre 1858 et porte la signature du capitaine d'artillerie Henri Bézard.
En 1880, 225 maisons sont déjà construites et l'église Saint-Nicolas est bâtie en 1892 pour la somme de 34 116,41 francs[réf. nécessaire].
Le centre de peuplement de Lourmel est érigée en commune de plein exercice par décret en 1870. La commune reste rattachée au département d'Oran durant toute la période coloniale.

## Démographie
Selon le recensement général de la population et de l'habitat de 2008, la population de la commune d'El Amria est évaluée à 21 790 habitants contre 19 632 habitants en 1998 dont 17 732 habitants dans l'agglomération chef-lieu.